# ژان کریستف کولار
ژان کریستف کولار (انگلیسی: Jean-Christophe Colard؛ زادهٔ ۲۹ اوت ۱۹۸۰) بازیکن فوتبال اهل فرانسه است.